# 1552 w polityce

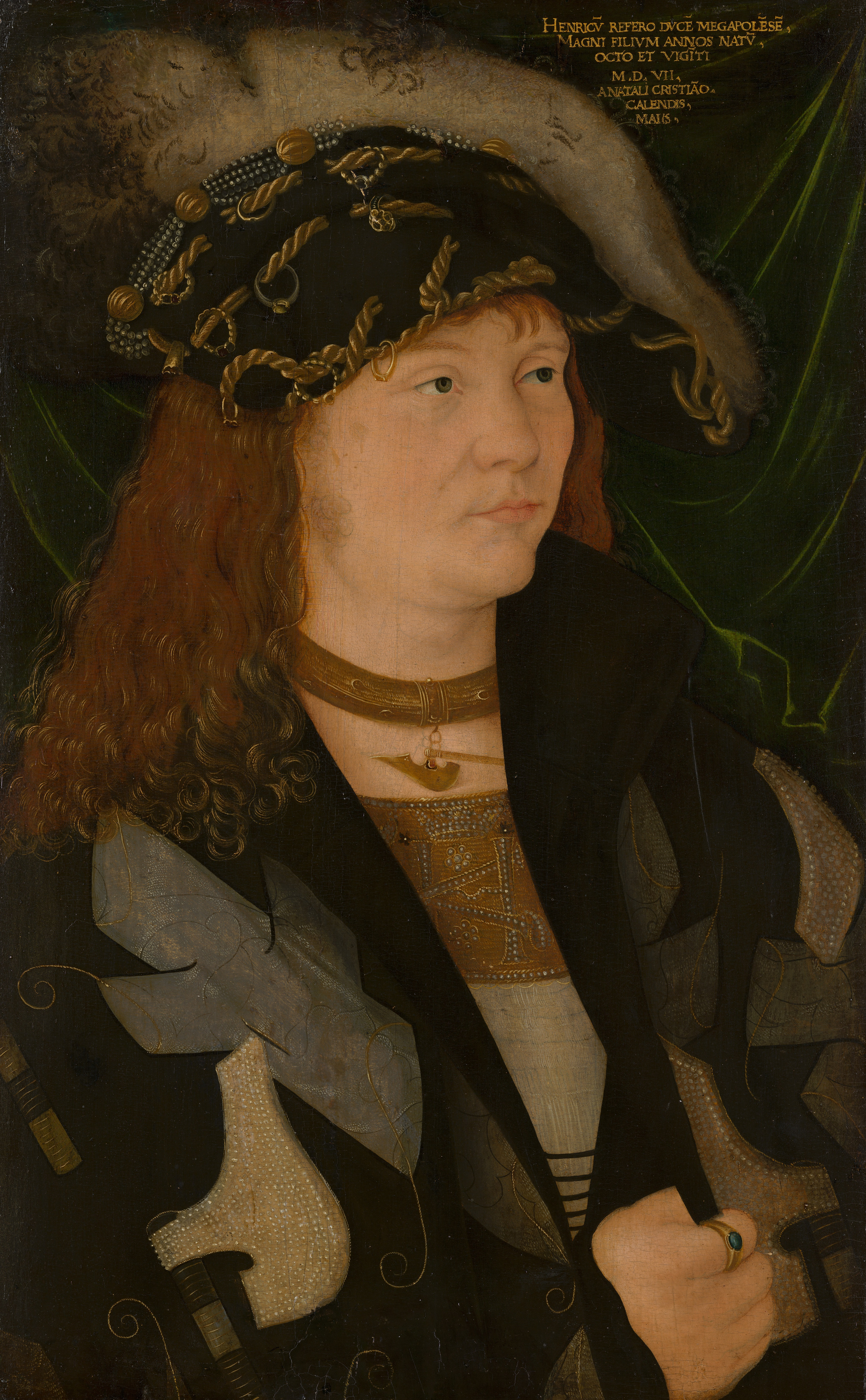
Henryk V Zgodny

Wydarzenia polityczne w 1552 roku.

## Zmarli
- 6 lutego Henryk V Zgodny, książę Meklemburgii[1].